# Campeonato dos Quatro Continentes de Patinação Artística no Gelo de 2006
O Campeonato dos Quatro Continentes de Patinação Artística no Gelo de 2006 foi a oitava edição do Campeonato dos Quatro Continentes de Patinação Artística no Gelo, um evento anual de patinação artística no gelo organizado pela União Internacional de Patinação (em inglês:  International Skating Union) onde os patinadores artísticos competem pelo título de campeão dos quatro continentes. A competição foi disputada entre os dias 25 de janeiro e 28 de janeiro, na cidade de Colorado Springs, Colorado, Estados Unidos.

## Eventos
- Individual masculino
- Individual feminino
- Duplas
- Dança no gelo

## Medalhistas
| Evento                        | Ouro                                             | Prata                                             | Bronze                                 |
| Individual masculino detalhes | Nobunari Oda · Japão                             | Christopher Mabee · Canadá                        | Matthew Savoie · Estados Unidos        |
| Individual feminino detalhes  | Katy Taylor · Estados Unidos                     | Yukari Nakano · Japão                             | Beatrisa Liang · Estados Unidos        |
| Duplas detalhes               | Rena Inoue · John Baldwin · Estados Unidos       | Utako Wakamatsu · Jean-Sébastien Fecteau · Canadá | Elizabeth Putnam · Sean Wirtz · Canadá |
| Dança no gelo detalhes        | Tanith Belbin · Benjamin Agosto · Estados Unidos | Morgan Matthews · Maxim Zavozin · Estados Unidos  | Tessa Virtue · Scott Moir · Canadá     |

## Resultados

### Individual masculino
| Pos.              | Nome                | Nacionalidade  | Pontos | PC         | PL          |
| ----------------- | ------------------- | -------------- | ------ | ---------- | ----------- |
| Medalha de ouro   | Nobunari Oda        | Japão          | 201.69 | 77.29 (1)  | 124.40 (2)  |
| Medalha de prata  | Christopher Mabee   | Canadá         | 198.69 | 68.13 (3)  | 130.56 (1)  |
| Medalha de bronze | Matthew Savoie      | Estados Unidos | 190.15 | 75.64 (2)  | 114.51 (6)  |
| 4                 | Marc Andre Craig    | Canadá         | 186.12 | 65.62 (4)  | 120.50 (4)  |
| 5                 | Scott Smith         | Estados Unidos | 185.25 | 61.84 (6)  | 123.41 (3)  |
| 6                 | Kensuke Nakaniwa    | Japão          | 177.19 | 63.29 (5)  | 113.90 (7)  |
| 7                 | Yasuharu Nanri      | Japão          | 172.82 | 57.40 (10) | 115.42 (5)  |
| 8                 | Ma Xiaodong         | China          | 172.11 | 59.86 (8)  | 112.25 (9)  |
| 9                 | Michael Weiss       | Estados Unidos | 171.22 | 58.89 (9)  | 112.33 (8)  |
| 10                | Wu Jialiang         | China          | 164.64 | 60.76 (7)  | 103.88 (11) |
| 11                | Nicholas Young      | Canadá         | 162.30 | 53.58 (11) | 108.72 (10) |
| 12                | Sean Carlow         | Austrália      | 136.68 | 48.70 (12) | 87.98 (12)  |
| 13                | Song Lun            | China          | 127.69 | 47.37 (13) | 80.32 (13)  |
| 14                | Michael Novales     | Filipinas      | 118.94 | 44.46 (14) | 74.48 (14)  |
| 15                | Bradley Santer      | Austrália      | 112.62 | 42.62 (15) | 70.00 (15)  |
| 16                | Justin Pietersen    | África do Sul  | 105.38 | 38.58 (16) | 66.80 (17)  |
| 17                | Luis Hernandez      | México         | 102.28 | 34.12 (19) | 68.16 (16)  |
| 18                | Tristan Thode       | Nova Zelândia  | 101.91 | 36.06 (17) | 65.85 (18)  |
| 19                | Humberto Contreras  | México         | 98.81  | 35.59 (18) | 63.22 (19)  |
| 20                | Miguel Angel Moyron | México         | 96.40  | 33.54 (21) | 62.86 (20)  |
| 21                | Joel Watson         | Nova Zelândia  | 91.64  | 31.24 (22) | 60.40 (22)  |
| 22                | Robert McNamara     | Austrália      | 91.61  | 30.10 (23) | 61.51 (21)  |
| 23                | Gareth Echardt      | África do Sul  | 87.83  | 33.60 (20) | 54.23 (23)  |
| 24                | Konrad Giering      | África do Sul  | 72.39  | 21.48 (24) | 50.91 (24)  |

### Individual feminino
| Pos.                                                  | Nome                    | Nacionalidade  | Pontos | PC         | PL         |
| ----------------------------------------------------- | ----------------------- | -------------- | ------ | ---------- | ---------- |
| Medalha de ouro                                       | Katy Taylor             | Estados Unidos | 164.05 | 57.26 (2)  | 106.79 (2) |
| Medalha de prata                                      | Yukari Nakano           | Japão          | 161.49 | 53.53 (3)  | 107.96 (1) |
| Medalha de bronze                                     | Beatrisa Liang          | Estados Unidos | 159.91 | 61.04 (1)  | 98.87 (3)  |
| 4                                                     | Lesley Hawker           | Canadá         | 145.94 | 48.91 (6)  | 97.03 (4)  |
| 5                                                     | Meagan Duhamel          | Canadá         | 145.28 | 50.98 (5)  | 94.30 (6)  |
| 6                                                     | Mai Asada               | Japão          | 141.65 | 52.13 (4)  | 89.52 (7)  |
| 7                                                     | Liu Yan                 | China          | 138.55 | 43.78 (10) | 94.77 (5)  |
| 8                                                     | Joanne Carter           | Austrália      | 133.97 | 47.19 (8)  | 86.78 (9)  |
| 9                                                     | Akiko Kitamura          | Japão          | 132.04 | 43.56 (11) | 88.48 (8)  |
| 10                                                    | Christine Zukowski      | Estados Unidos | 131.42 | 46.43 (9)  | 84.99 (10) |
| 11                                                    | Amélie Lacoste          | Canadá         | 127.29 | 47.96 (7)  | 79.33 (11) |
| 12                                                    | Miriam Manzano          | Austrália      | 114.37 | 38.78 (14) | 75.59 (13) |
| 13                                                    | Choi Ji Eun             | Coreia do Sul  | 112.42 | 34.09 (17) | 78.33 (12) |
| 14                                                    | Kim Chae-Hwa            | Coreia do Sul  | 112.00 | 42.37 (12) | 69.63 (14) |
| 15                                                    | Fang Dan                | China          | 105.67 | 39.23 (13) | 66.44 (15) |
| 16                                                    | Michelle Cantu          | México         | 99.07  | 37.10 (15) | 61.97 (18) |
| 17                                                    | Shin Yea-Ji             | Coreia do Sul  | 92.36  | 36.96 (16) | 55.40 (19) |
| 18                                                    | Ana Cecilia Cantu       | México         | 92.22  | 29.33 (20) | 62.89 (16) |
| 19                                                    | Tammy Sutan             | Tailândia      | 90.80  | 28.72 (21) | 62.08 (17) |
| 20                                                    | Emily Naphtal           | México         | 82.55  | 30.74 (18) | 51.81 (21) |
| 21                                                    | Diane Chen              | Taipé Chinesa  | 80.61  | 27.16 (22) | 53.45 (20) |
| 22                                                    | Laura Downing           | Austrália      | 73.42  | 25.64 (23) | 47.78 (22) |
| 23                                                    | Megan Allely            | África do Sul  | 64.23  | 22.59 (24) | 41.64 (23) |
| 24                                                    | Anastasia Gimazetdinova | Uzbequistão    | —      | 29.92 (19) | — (WD)     |
| Não avançaram para a patinação livre / programa longo |                         |                |        |            |            |
| 25                                                    | Teresa Lin              | Taipé Chinesa  | —      | 21.48 (25) |            |
| 26                                                    | Lauren Henry            | África do Sul  | —      | 20.14 (26) |            |

### Duplas
| Pos.              | Nome                                     | Nacionalidade  | Pontos | PC        | PL         |
| ----------------- | ---------------------------------------- | -------------- | ------ | --------- | ---------- |
| Medalha de ouro   | Rena Inoue / John Baldwin                | Estados Unidos | 168.89 | 57.51 (1) | 111.38 (1) |
| Medalha de prata  | Utako Wakamatsu / Jean-Sébastien Fecteau | Canadá         | 156.93 | 53.80 (2) | 103.13 (2) |
| Medalha de bronze | Elizabeth Putnam / Sean Wirtz            | Canadá         | 149.56 | 49.11 (6) | 100.45 (3) |
| 4                 | Marcy Hinzmann / Aaron Parchem           | Estados Unidos | 148.90 | 51.04 (3) | 97.86 (4)  |
| 5                 | Katie Orscher / Garrett Lucash           | Estados Unidos | 145.90 | 49.77 (5) | 96.13 (5)  |
| 6                 | Anabelle Langlois / Cody Hay             | Canadá         | 143.22 | 50.98 (4) | 92.24 (6)  |
| 7                 | Li Jiaqi / Xu Jiankun                    | China          | 138.87 | 46.96 (7) | 91.91 (7)  |
| 8                 | Marina Aganina / Artem Knyazev           | Uzbequistão    | 123.60 | 45.41 (8) | 78.19 (8)  |
| 9                 | Emma Brien / Stuart Beckingham           | Austrália      | 101.51 | 34.94 (9) | 66.57 (9)  |

### Dança no gelo
| Pos.              | Nome                              | Nacionalidade  | Pontos | DC         | DO         | DL         |
| ----------------- | --------------------------------- | -------------- | ------ | ---------- | ---------- | ---------- |
| Medalha de ouro   | Tanith Belbin / Benjamin Agosto   | Estados Unidos | 199.73 | 38.23 (1)  | 59.28 (1)  | 102.22 (1) |
| Medalha de prata  | Morgan Matthews / Maxim Zavozin   | Estados Unidos | 171.69 | 31.17 (2)  | 52.56 (2)  | 87.96 (2)  |
| Medalha de bronze | Tessa Virtue / Scott Moir         | Canadá         | 168.66 | 30.79 (3)  | 52.50 (3)  | 85.37 (3)  |
| 4                 | Chantal Lefebvre / Arseni Markov  | Canadá         | 161.97 | 30.66 (4)  | 48.94 (4)  | 82.37 (4)  |
| 5                 | Mylène Girard / Bradley Yaeger    | Canadá         | 152.29 | 27.30 (6)  | 45.55 (5)  | 79.44 (5)  |
| 6                 | Jamie Silverstein / Ryan O'Meara  | Estados Unidos | 150.76 | 29.98 (5)  | 45.38 (6)  | 75.40 (7)  |
| 7                 | Yu Xiaoyang / Wang Chen           | China          | 144.12 | 25.51 (9)  | 43.16 (7)  | 75.45 (6)  |
| 8                 | Nakako Tsuzuki / Kenji Miyamoto   | Japão          | 139.08 | 25.78 (7)  | 42.25 (9)  | 71.05 (8)  |
| 9                 | Laura Munana / Luke Munana        | México         | 137.47 | 24.73 (10) | 42.35 (8)  | 70.39 (9)  |
| 10                | Huang Xintong / Zheng Xun         | China          | 132.19 | 22.84 (12) | 39.45 (10) | 69.90 (10) |
| 11                | Olga Akimova / Alexander Shakalov | Uzbequistão    | 125.13 | 25.72 (8)  | 35.82 (12) | 63.59 (11) |
| 12                | Natalie Buck / Trent Nelson-Bond  | Austrália      | 121.78 | 23.85 (11) | 37.58 (11) | 60.35 (12) |
| 13                | Alisa Allapach / Peter Kongkasem  | Tailândia      | 113.20 | 20.61 (13) | 34.33 (13) | 58.26 (13) |
| 14                | Maria Borounov / Evgeni Borounov  | Austrália      | 95.22  | 18.18 (15) | 26.23 (14) | 50.81 (15) |
| 15                | Kim Hye Min / Kim Min Woo         | Coreia do Sul  | 93.93  | 20.54 (14) | 22.54 (15) | 50.85 (14) |

## Quadro de medalhas
| Ordem | País           | Medalha de ouro | Medalha de prata | Medalha de bronze |    | Ordem por total |
| ----- | -------------- | --------------- | ---------------- | ----------------- | -- | --------------- |
| 1     | Estados Unidos | 3               | 1                | 2                 | 6  | 1               |
| 2     | Japão          | 1               | 1                |                   | 2  | 3               |
| 3     | Canadá         |                 | 2                | 2                 | 4  | 2               |
| TOTAL | TOTAL          | 4               | 4                | 4                 | 12 | —               |